# Black Point (udde i Hongkong)
Black Point (kinesiska: 烂角咀) är en udde i Hongkong (Kina). Den ligger i den nordvästra delen av Hongkong.
Terrängen inåt land är kuperad österut, men söderut är den platt. Havet är nära Black Point åt nordväst.  Närmaste större samhälle är Yuen Long Kau Hui, 14,3 km öster om Black Point. 